# Masteria cavicola
Masteria cavicola är en spindelart som först beskrevs av Simon 1892.  Masteria cavicola ingår i släktet Masteria och familjen Dipluridae.
Artens utbredningsområde är Filippinerna. Inga underarter finns listade i Catalogue of Life.